# Métamorphoses du travail
Critique de la raison économique
Métamorphoses du travail, sous-titré Critique de la raison économique (également composé de Quête du Sens) est un ouvrage de philosophie politique et de sociologie économique d'André Gorz.

## Thèse
« André Gorz constate que, avec le développement technologique, le travail a changé de forme et de sens, et qu'il peut être réduit sans compromettre l'ordre social. Cette réduction généralisée - la même pour tous - et assortie d'un maintien du niveau de vie des salaires […] permettrait d'éviter le désastre de la « société à deux vitesses » qui marginalise dans le chômage ou les petits boulots une partie importante de la population. »
« Le propos d’André Gorz peut se résumer en ces termes. Nous devrions assumer le fait que le travail conservera quoi qu’il advienne son caractère hétérodéterminé. Il conviendrait alors de limiter au maximum la place qu’il occupe et le temps qui lui est consacré, et ceci afin de dégager un espace hors travail qui, lui, pourrait accueillir des activités autonomes aux finalités librement choisies. […] Dans les interstices de la production, les individus redécouvriraient ce qui fait la qualité de leur existence – des valeurs non immédiatement quantifiables, un temps libre de calcul et de rendement, une auto-appropriation de leurs motifs d’action, des engagements volontaires et réfléchis … »

## Composition
L'ouvrage se compose de trois parties :
1. Métamorphoses du travail
2. Critique de la raison économique
3. Orientations et propositions

Un texte intitulé Quête du sens est morcelé et réparti dans ces trois parties. Il représente les deux derniers chapitres de la première partie, le dernier chapitre de la deuxième partie, et l'ensemble de la troisième partie.
L'ouvrage comporte en outre en annexe un « Résumé à l'intention de syndicalistes et autres militants de gauche ».

## Réception
Pour Esprit, « Le livre d'André Gorz Métamorphoses du travail. Quête du sens représente un effort ambitieux, et plutôt à contre-courant, pour renouer le fil de la critique radicale du système économique ».
Pour Le Monde, par cet ouvrage, « André Gorz est un précurseur ».
Pour l'Encyclopedia universalis, c'est « son ouvrage le plus achevé ».
Pour Philosophie Magazine, « Publiée en 1988, cette réflexion pionnière inspire les partisans de la décroissance ». 

## Inspiration

### Sources d'inspiration de l'ouvrage
Le titre de l'ouvrage s'inspire du titre de la première section du livre II du Capital de Karl Marx : Les métamorphoses du capital et leur cycle.
Le sous-titre, Critique de la raison économique, est une référence à la Critique de la raison pure, ouvrage de philosophie d'Emmanuel Kant, ainsi qu'à la Critique de la raison dialectique de Jean-Paul Sartre. C'était déjà le titre du chapitre 13 dans le livre La Bonne Économie (1984) de Serge-Christophe Kolm.
L'ouvrage cite en particulier à plusieurs reprises des arguments et apports de Karl Marx, Max Weber, Jürgen Habermas, Jean-Paul Sartre, Ivan Ilitch ou encore Christian Topalov.

### L'ouvrage comme source d'inspiration
À la suite de cette parution, Robert Castel a publié Les Métamorphoses de la question sociale (1995). Alessandro Stanziani a publié Les métamorphoses du travail contraint (2020).

## Réédition
L'ouvrage a été réédité aux éditions Gallimard, dans la collection Folio essais no 441 en 2004.